# Маргарита Димитрова
Маргарита Димитрова е българска поп певица, една от най-изявените от края на 1960-е.

## Биография
Маргарита Димитрова е родена на 11 септември 1941 г. в Габрово. През 1963 г. с единствената си басмяна рокля и леко очукаи жълти обувки тя пристигна в София от Велико Търново, където мъжът ѝ Стойчо Сапунов е сценичен работник в театъра. Явява се на прослушване в „Балкантон“ при Димитър Ганев-Чичото, Тончо Русев, Божан Хаджииванов, Петър Славов, Николай Арабаджиев – Фучо, приятелят на Паша Христова и Емил Георгиев – Бадема. Харесват я с песента, която става хит – „Моя любов разпиляна“ и така става солистка на оркестър „Балкантон“ с диригент Димитър Ганев.
При първото си участие в „Златният Орфей“ през 1966 г. е записана като Маргарита Сапунова. С тази фамилия завършва току-що откритата двегодишна Студия за естрадни изпълнители и записва в „Балкантон“ първата си песен „Никой от вас“. От този випуск излизат и първите отличици Йорданка Христова, Борис Гуджунов, Стефка Берова и Емилия Маркова.
Сред популярните песни, които изпълнява, са „Мое слънце засияй“, „Пълнолуние“, „Моя любов разпиляна“, „Любовта на скитика“ – кавърверсия на песен на европейската звезда Мери Хопкинс, родена по мотиви от руски романс.
Участва в програмите на различни фестивали и конкурси в Унгария, Русия, Чехия, Куба.
Песента „Крадецът на бисери“ (м. Димитър Вълчев) в нейно изпълнение получава І награда на „Златният Орфей“ (1967). Специалната награда на същия фестивал година по-рано бива дадена на „Моя любов разпиляна“ (м. Тончо Русев). По повод изпълнението си в конкурса за изпълнители на Златният Орфей през 1968 г., френската актриса Даниел Дарийо, почетен гост на фестивала възкликва: „Една малка България може да бъде щастлива, че има такъв глас. В гърлото на тази жена са скрити милиони.“
Именно тя нарича Маргарита „Балканския лъв“. Прозвище, което я надживява.
В края на 1967 г. участва в триумфално турне на оркестър „Балкантон“ с диригент Димитър Ганев в Куба, заедно с другите солисти Йорданка Христова, Бисер Киров и Маргарита Радинска. Успехът ги заставя да запишат съвместен албум в Куба.
През 70-те години постепенно е изолирана от концертния подиум и изкарва прехраната си с участия в ресторантски програми.
Умира от инфаркт, забравена от всички.

## Награди
| Година | Награда     | Песен / Композитор                       | Фестивал                                                   | Град / Държава |
| ------ | ----------- | ---------------------------------------- | ---------------------------------------------------------- | -------------- |
| 1968   | III награда | за изпълнител                            | Международен фестивал „Златният Орфей“                     | Слънчев бряг   |
| 1967   | I награда   | „Крадецът на бисери“ (м. Димитър Вълчев) | Международен фестивал „Златният Орфей“                     | Слънчев бряг   |
| 1966   | I награда   | „Моя любов разпиляна“ (м. Тончо Русев)   | II Международен фестивал „Песни за българското Черноморие“ | Слънчев бряг   |

## Участия на фестивали и конкурси
| Година | Участие | Песен / Композитор                                                                  | Фестивал                                  | Град / Държава             |
| ------ | ------- | ----------------------------------------------------------------------------------- | ----------------------------------------- | -------------------------- |
| 1970   |         | за изпълнител – „Мое Слънце засияй“ (м. Йосиф Цанков) и „Без любов“ (м. Том Джоунс) | Международен фестивал „Златният Орфей“    | Слънчев бряг               |
| ?      |         |                                                                                     | Международен фестивал „Сребърна мечка“    | Източен Берлин, · ГДР      |
| ?      |         |                                                                                     | Международен фестивал „Златният елен“     | Брашов, · Румъния          |
| ?      |         |                                                                                     | Международен фестивал „Братиславска лира“ | Братислава, · Чехословакия |
| 1958   |         | „Малката креолка“                                                                   | „Международен младежки фестивал“          | Москва, · СССР             |

## Дискография

### Малки плочи
| Година | Сингъл | Вид | Издател        | Каталожен номер |
| ------ | --- | --- | -------------- | --------------- |
| 1973   | „Забавна и танцова музика“ Грета Ганчева „Вън вали“ и „Какво съм без теб“/ Маргарита Димитрова – „Hякой от вас“, Грета Ганчева – „Балалайка“                                                | EP  | Балкантон      | ВТМ 5860        |
| 1973   | „Маргарита Димитрова“ | EP  | Балкантон      | ВТМ 6559        |
| 1971   | „Мелодия друзей“ Дагмар Фредерик „Золотой осенью“, Зигфрид Улеброк „Танец в летнюю ночь“/ Маргарита Димитрова – „В тази нощ ти ще слушаш една песен“ (м. Палавчини), „Мамали“ (м. Брокарди) | SP  | Мелодия (СССР) | Д-00030269      |
| 1969   | „Маргарита Димитрова“ | SP  | Балкантон      | ВТК 6074        |
| 1968   | Маргарита Димитрова – „Любовта на скитника“/ Грета Ганчева – „Балалайка“ | SP  | Балкантон      | ВТК 2871        |
| 1968   | Маргарита Димитрова – „Hикой от вас“/ Маргрет Hиколова и Кирил Семов – „Сън сънувах“ | SP  | Балкантон      | ВТК 2796        |
| 1967   | „Изпълнения на Маргарита Димитрова“ | EP  | Балкантон      | ВТМ 5879        |
| 1967   | „Белият каравел“ | SP  | Балкантон      | ВТВ 10228       |
| 1966   | „Моя любов разпиляна“ | SP  | Балкантон      | ВТВ 10137       |

### Песни в сборни албуми
| Година | Албум/ Песен                                                                             | Вид | Издател        | Каталожен номер  |
| ------ | ---------------------------------------------------------------------------------------- | --- | -------------- | ---------------- |
| 2003   | „Златните български хитове на 60-те“ „Любовта на скитника“                               | CD  | Варна Саунд    | VS 010003        |
| 2002   | „Пести за любовта и още нещо... – част 3“ „Крадец на бисери“                             | CD  | Бойко Кънев    | CD 0704-2        |
| 1996   | „Йосиф Цанков 1911 – 1971“ „Мое безумно сърце“                                           | CD  | Балкантон      | 070180           |
| 1974   | „Избрани песни '73“ „Тръгни с надежда“                                                   | LP  | Балкантон      | ВТА 1632         |
| 1973   | „Песни от Хетко Николов“ „Закъснялата целувка“                                           | EP  | Балкантон      | ВТМ 6534         |
| 1973   | „Оркестър Чалъшканов“ „Мъка“ (м. Кале)                                                   | EP  | Балкантон      | ВТМ 6554         |
| 1971   | „Мелодия друзей“ „В тази нощ ти ще слушаш една песен“ (м. Палавчини)                     | LP  | Мелодия (СССР) | СМ 02725 – 02726 |
| 1969   | „Забавна и танцова музика“ „Пълнолуние“ / „Любовта на скитника“                          | LP  | Балкантон      | ВТА 1137         |
| 1968   | „Orquesta Balkanton“ „No Pienses En Mi“ и „Mi Amor Pasajero“ – издадена в Куба           | LP  | Балкантон      | LD-3285          |
| 1968   | „Забавна музика“ „Мама, мама“                                                            | EP  | Балкантон      | ВТМ 5934         |
| 1967   | „Трети Фестивал на песента Златният Орфей 1967“ „Помогнете ми, хора“                     | LP  | Балкантон      | ВТА 596          |
| 1967   | „Забавна музика“ „Любов моя“                                                             | EP  | Балкантон      | ВТМ 5859         |
| 1967   | „Песни от конкурса Златният Орфей '67“ „Крадецът на бисери“                              | EP  | Балкантон      | ВТМ 5917         |
| 1966   | „Конкурс за най-хубавата песен за Черноморието (втора плоча) 1966 г.“ „Гласът на морето“ | LP  | Балкантон      | ВТА 526          |
| 1966   | „Конкурс за най-хубава песен за Черноморието 1966 Г.“ „Моя любов разпиляна“              | LP  | Балкантон      | ВТА 525          |